# 大口清古
大口 清古（おおぐち きよたか、? - 寛永10年〈1633年〉11月14日）は、戦国時代から江戸時代初期の武将。初名・大河内清古。本姓は藤原。

## 人物
清古は、伊勢国飯高郡大口郷の土豪・大口氏の大口清定とその妾の長男に生まれる。初め大河内平次郎を名乗る。
父の清定とともに織田信雄に仕えた。信雄が豊臣秀吉により改易となった後、徳川家康の仲介で赦免される。秀吉による文禄・慶長の役の際にも、信雄に従って肥前名護屋城に出陣する。
江戸幕府の成立後は、信雄家臣時代の友人である前野義詮の紹介を経て阿波徳島藩蜂須賀家に仕える。大坂の陣にも出陣して武功を上げる。この頃に蜂須賀家政の意向を受けて大口姓に戻り、大口茂右衛門を名乗る。阿波国で250石を治めた。寛永10年（1633年）、11月14日に病死する。

## 大口氏
大口氏は、藤原秀郷の末裔とされ、伊勢国飯高郡大口郷（現在の三重県松阪市大口町付近）に本拠を置く。清古の子孫は代々阿波徳島藩に仕えた。また、清古は大河内姓を名乗ったが、北畠家庶流の大河内氏や摂津源氏流大河内氏の一族ではない。

## 系譜
- 父：大口式部清定
- 母：清定の妾
  - 妻：野々村直氏の姉
  - 長男：大口治大夫
  - 次男：大口茂右衛門清秀
  - 長女：山川弥五兵衛室
  - 三男：河野弥三右衛門（河野安左衛門養子）
  - 次女：佐藤七郎右衛門室
  - 四男：大口小兵衛
  - 五男：大口利右衛門信賢（後に黒部市郎右衛門信賢と改名する）